# عضل تشيزمان
الفأر الأحمر أو العضل الجسماني أو عَضَل تشيزمان أو يربوع تشيزمان ينتشر أساسا في شبه الجزيرة العربية حتى جنوب غرب إيران. يبلغ طول هذا اليربوع حوالي 22 سم. سمي هذا الحيوان بهذا الإسم نسبةً إلى مكتشفه روبرت إرنست تشيزمان.

## ألبوم الصور

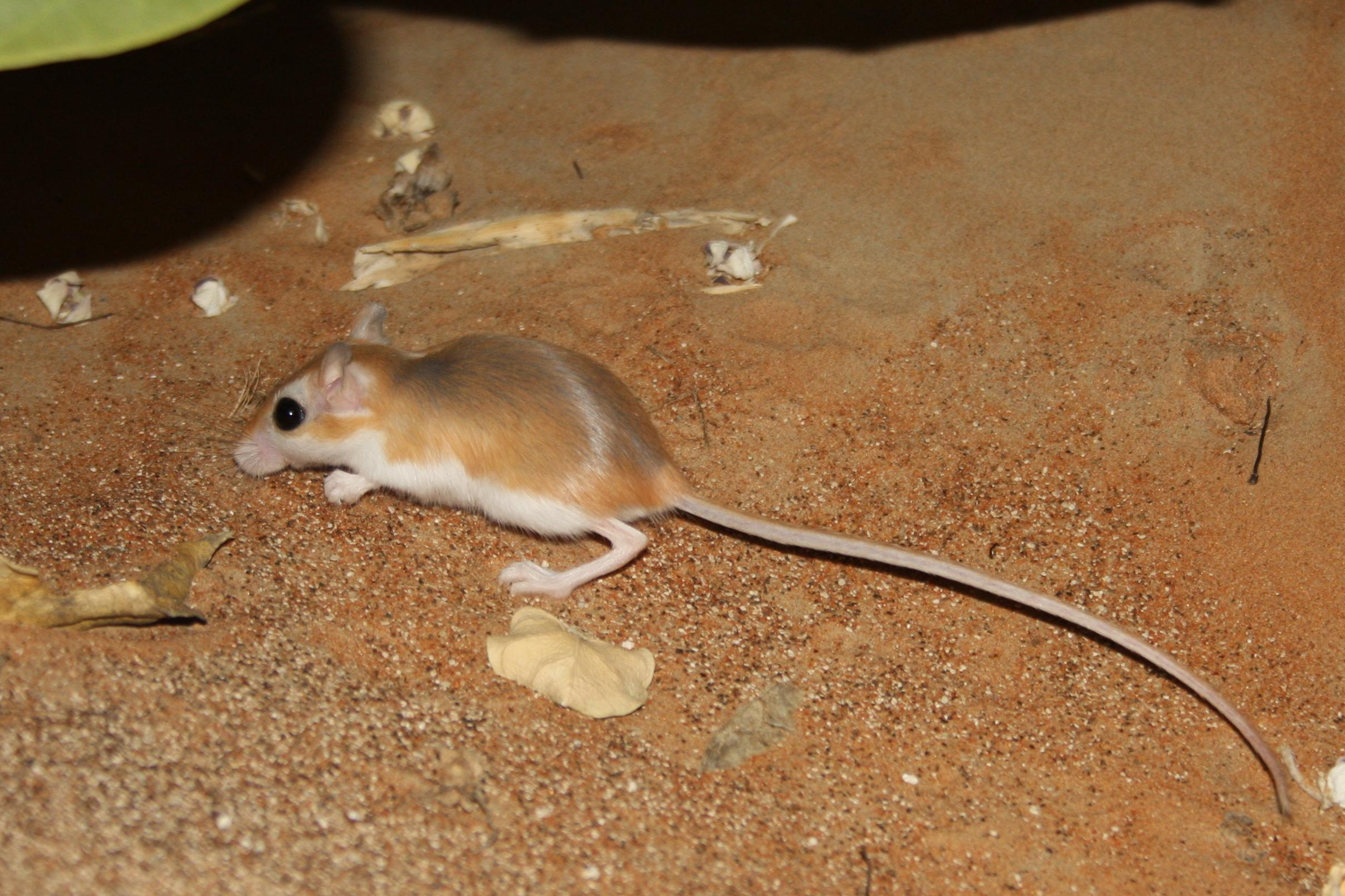
صورت بالعين، أبو ظبي، الاٍمارات العربية المتحدة
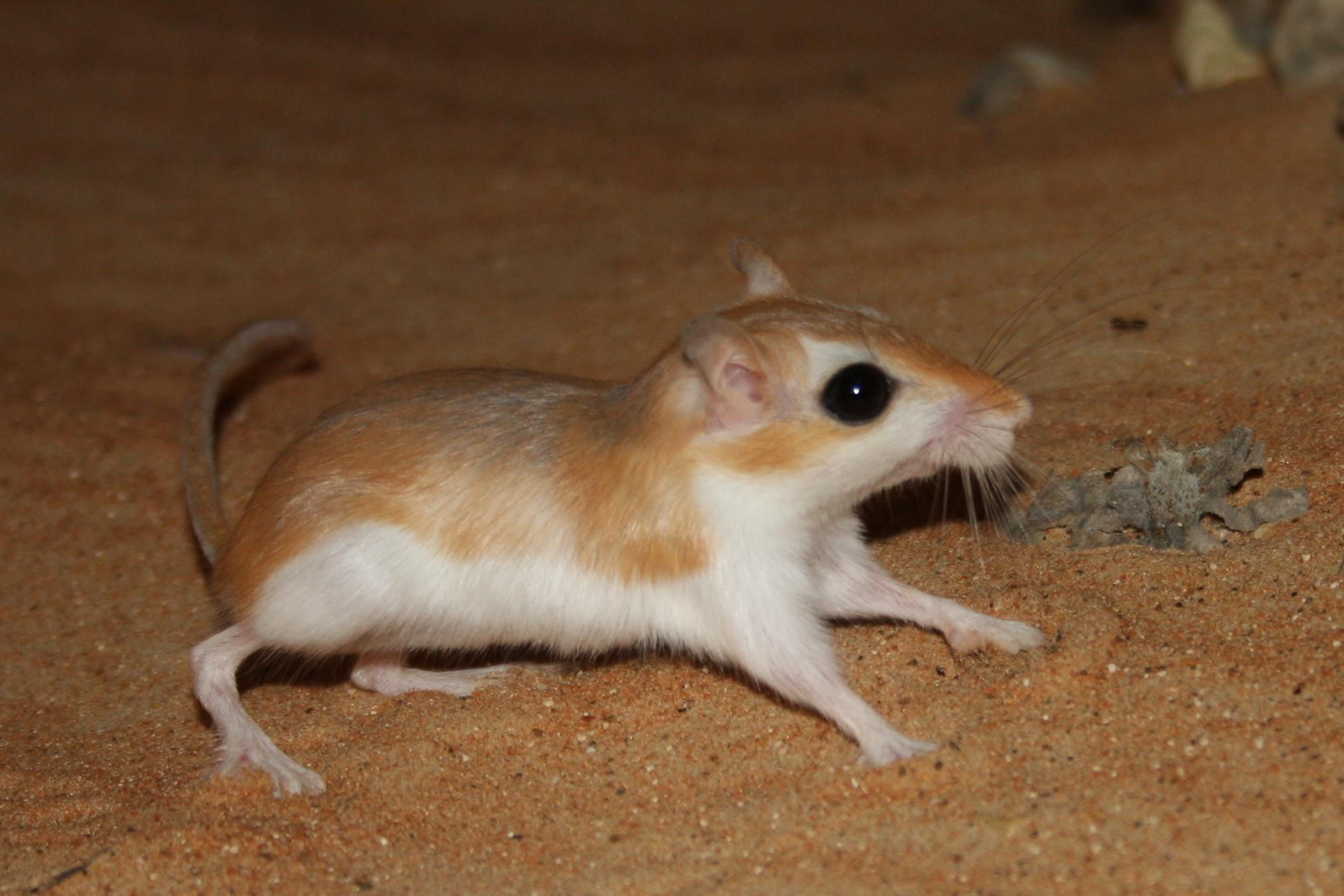
صورت بالعين، أبو ظبي، الاٍمارات العربية المتحدة